# Campanula buseri
Campanula buseri là loài thực vật có hoa trong họ Hoa chuông. Loài này được Damboldt mô tả khoa học đầu tiên năm 1976.